# لجفة امبير (جيشان)

تعديل مصدري - تعديل

لجفة امبير هي إحدى قرى عزلة جيشان بمديرية جيشان التابعة لمحافظة أبين، بلغ تعداد سكانها 27 نسمة حسب تعداد اليمن لعام 2004.